# Elezioni comunali in Friuli-Venezia Giulia del 1994
Le elezioni comunali in Friuli-Venezia Giulia del 1994 si tennero il 12 giugno (con ballottaggio il 26 giugno) e il 20 novembre (con ballottaggio il 4 dicembre).

## Elezioni del giugno 1994

### Provincia di Gorizia

#### Gorizia
| Candidati                     | Candidati                  | II turno             | II turno        | I turno | I turno | Liste                     | Voti   | %     | Seggi |
| Candidati                     | Candidati                  | Voti                 | %               | Voti    | %       | Liste                     | Voti   | %     | Seggi |
| ----------------------------- | -------------------------- | -------------------- | --------------- | ------- | ------- | ------------------------- | ------ | ----- | ----- |
|                               | Gaetano Valenti ✔️ Sindaco | 12 807               | 57,66           | 11 424  | 42,13   | Forza Italia              | 6 219  | 27,94 | 16    |
| Alleanza Nazionale            | Gaetano Valenti ✔️ Sindaco | 12 807               | 57,66           | 11 424  | 42,13   | 2 940                     | 13,21  | 8     |       |
|                               | Bruno Crocetti             | 9 403                | 42,34           | 7 436   | 27,42   | Progressisti              | 3 314  | 14,89 | 4     |
| Unione Slovena                | Bruno Crocetti             | 9 403                | 42,34           | 7 436   | 27,42   | 1 389                     | 6,24   | 1     |       |
| Cittadini per l'Isontino      | Bruno Crocetti             | 9 403                | 42,34           | 7 436   | 27,42   | 1 383                     | 6,21   | 1     |       |
| Seggio di coalizione          | Seggio di coalizione       | Seggio di coalizione | 42,34           | 7 436   | 27,42   | 1                         |        |       |       |
|                               | Ennio Geromin              | Ennio Geromin        | Ennio Geromin   | 5 263   | 19,41   | Partito Popolare Italiano | 3 028  | 13,60 | 3     |
| Lega Nord                     | Ennio Geromin              | Ennio Geromin        | Ennio Geromin   | 5 263   | 19,41   | 1 594                     | 7,16   | 2     |       |
| Seggio di coalizione          | Seggio di coalizione       | Seggio di coalizione | Ennio Geromin   | 5 263   | 19,41   | 1                         |        |       |       |
|                               | Renato Fiorelli            | Renato Fiorelli      | Renato Fiorelli | 2 993   | 11,04   | Alleanza Verde-FVG        | 2 390  | 10,74 | 2     |
| Seggio di coalizione          | Seggio di coalizione       | Seggio di coalizione | Renato Fiorelli | 2 993   | 11,04   | 1                         |        |       |       |
| Totale                        | Totale                     | 22 210               | 100             | 27 116  | 100     |                           | 22 257 | 100   | 40    |
|                               |                            |                      |                 |         |         |                           |        |       |       |
| Fonte: Ministero dell'interno |                            |                      |                 |         |         |                           |        |       |       |